# Aventura
Aventura — музыкальная группа из Бронкса доминиканского происхождения, исполняющая музыку в стиле бачата. Группа была неотъемлемой частью эволюции музыки бачата и является пионерами современного звучания жанра. Группа выпустила пять студийных альбомов за десятилетие. Они выступили на многих аренах, включая всемирно известный Мэдисон-сквер-гарден. Aventura была номинирована на такие награды, как American Music Awards, Latin Grammy Awards, Billboard Latin Music Awards и Premio Lo Nuestro. Aventura является одной из самых признанных латиноамериканских групп на международном уровне последних двух десятилетий.

## История
В 1993 году Ленни Сантос и его брат Макс Сантос основали Los Tinallers. Ленни и Макс искали певца, который мог бы помочь им более серьезно отнестись к своей музыкальной карьере. Ленни не знал никого в их районе, кто умел бы петь. Позже он был представлен Энтони Сантосу через одного из музыкантов группы по имени Рони Фернандес, который учился в той же школе, что и Энтони. Они мгновенно сошлись и начали работать над песнями вместе. Энтони был певцом и композитором, который пел со своим двоюродным братом Генри в местном церковном хоре. Позже Энтони знакомит Ленни со своим двоюродным братом Генри, который также присоединяется к группе. Группа бесплатно выступала перед своими соседями, в местных магазинах и на улицах Бронкса. Позднее они решили сменить название на Los Tinellers. 
В 1995 году группа была замечена Элвином Поланко, когда Ленни и Энтони спросили его, могут ли они выступить на местном параде, который он устраивал. Элвин, увидев потенциал в группе, стал их менеджером. Он помог им записать их первый студийный альбом, несмотря на отсутствие средств. Они выпустили свой дебютный альбом в 1995 году под названием Trampa de Amor под лейблом Elca Productions. Альбом не имел большого коммерческого успеха, было продано в общей сложности всего пять копий. У Элвина Поланко возникли некоторые проблемы со здоровьем и группа осталась без менеджера.
В 1996 году с помощью нового менеджера Хулио Сезара Гарсии группа создала новый имидж. Хулио добавил Генри и Макса в качестве ведущих участников. Он сделал группу похожей на популярные американские бойз-бэнды. Он переименовал группу в Aventura. Они подписали контракт со звукозаписывающей компанией Premium Latin Music, Inc. Группа совершила свой прорыв в 1999 году, надеясь вывести музыку бачаты из ее традиционной основы в мейнстрим. Они постепенно начали собирать поклонников в городах Бостон и Ланкастер. Группа была первой, кто экспериментировал с бачатой, объединив жанр с ритм-энд-блюз, хип-хопом и рэпом, регги и роком. Ребята нарушили правила бачаты. Они были первыми, кто спел целую песню бачаты на английском языке. Энтони ввел новшество в бачату, группа сочиняла песни на разные темы, вместо того, чтобы просто петь о разбитом сердце. Ленни ввел новшество в гитару бачата, используя электрогитары. Он также изменил тон бачата-гитары, добавив гитарные эффекты. Макс ввел новшества в бачату-бас, используя басовые техники. Макс включил в бачату много рок-басовых риффов.
Их звучание помогло сделать жанр мейнстримом, о чем свидетельствует успех их хита 2002 года «Obsesión». Песня добилась огромного успеха во многих странах, возглавив чарты Франции, Германии и Италии. Затем вышли не менее успешные хиты: «Su Veneno», «Todavia Me Amas», «El Malo», «Te Invito», «Por Un Segundo» и другие. Тоби Лав начал свою музыкальную карьеру с Aventura и ушел в 2005 году, чтобы продолжить сольную карьеру в бачате. Они были занесены на Аллею славы Бронкса. 
1 сентября 2007 года группа выступила на Мэдисон-сквер-гарден, все билеты на концерт были распроданы. Aventura — первая группа в стиле бачаты, которая сделала это. В 2009 году Aventura была приглашена исполнить свой хит «Su Veneno» в Белом доме для 44-го президента Соединенных Штатов Барака Обамы.
В феврале 2010 года они снова выступили на Мэдисон-сквер-гарден, но уже на легендарные четыре вечера подряд. Они превзошли по продажам билетов таких американских артистов, как Леди Гага и Мадонна, став одной из первых латиноамериканских групп, сделавших это. На одном из концертов они отдали дань уважения Хуану Луису Гуэрре и даже спели несколько песен с культовым доминиканским певцом.

## Перерыв
В 2011 году группа объявила, что берет перерыв для работы над отдельными музыкальными проектами. Генри начал соответствующую сольную карьеру, надеясь, что его примут без участия группы. Ромео воспользовался возможностью подписать контракт с Sony Music Latin и также начал свою сольную карьеру. Хотя Макс хотел больше сосредоточиться на своей рэп-карьере, он присоединился к своему брату Ленни и сформировал новую группу бачаты под названием D'Element. под лейблом Ленни Element Music Group. Затем они присоединились к Стиву Стайлзу из бачата-группы Xtreme и переименовали группу в Vena.

## Воссоединение
Группа воссоединилась, чтобы закрыть вторую ночь аншлагового концерта Ромео на стадионе Янки-стэдиум 12 июля 2014 года.
21 сентября 2019 года группа воссоединилась на концерте Romeo's Utopia на стадионе MetLife в Нью-Джерси. Они исполнили такие хиты, как «Dile al Amor», «Todavia Me Amas» и «Inmortal». Группа исполнила «Obsesión» вместе с Карди Би, а также исполнила ее хит «I Like It». 8 декабря 2019 года было сделано объявление о предстоящем туре группы по США La Gira Inmortal. Это их первый тур с момента распада в 2011 году, который начался в Лос-Анджелесе 5 февраля 2020 года.

## Музыкальный стиль
Aventura исполняет музыку бачата в своей уникальной манере, с влияниями хип-хопа, современного R&B и реггетона. Группа использует как английский, так и испанский языки.

## Состав
- Ромео Сантос — поэт, вокалист, композитор
- Генри Сантос Джетер — вокалист, композитор
- Ленни Сантос — Гитарист, продюсер, организатор
- Макс Сантос — Басист

## Бывшие участники
- Рони Йоахим
- Сил Питеркин
- Тоби Лав
- Эрик Данг

## Дискография
- Trampa de Amor (1995)
- Generation Next (1999)
- We Broke the Rules (2002)
- Love & Hate (2003)
- Unplugged (2004)
- God's Project (2005)
- K.O.B. Live (2006)
- The Last (2009)